# Marla Rubinoff
Marla Jeanette Rubinoff (* 8. Februar 1967 in USA) ist eine US-amerikanische Schauspielerin.

## Leben
In den späten 1960er Jahren zog Rubinoffs Familie nach Kalifornien. Im Alter von acht Jahren trennten sich ihre Eltern. Rubinoff machte ihren Bachelor of Arts an der University of California, ihren Master an der Pepperdine University. Ihre erste Rolle hatte sie in der Fernsehserie Down to Earth (1984). Während sie in David Lynchs Serie On the Air (1992) mitwirkte, schloss sie ihren Master in Klinischer Psychologie ab. 2002 bekam sie eine Lizenz als Therapeutin für Ehe und Familie (MFT).  
Seit Oktober 2001 ist Rubinoff mit Duane French verheiratet. Gemeinsam haben sie zwei Kinder (* 2003 und * 2006). Neben ihrer Tätigkeit als Schauspielerin ist Rubinoff als MFT-Therapeutin aktiv.

## Filmografie (Auswahl)
- 1985: Down to Earth (Fernsehserie, 2 Episoden)
- 1991–1993: The New WKRP in Cincinnati (Fernsehserie, 17 Episoden)
- 1992: On the Air – Voll auf Sendung (Fernsehserie, 7 Episoden)
- 1992: Die total beknackte Nuß (The Nutt House)
- 1996: Verrückt nach Sam (Rule of Three)
- 1997: Dilemma
- 1997: Law & Order (Fernsehserie, Episode: D-Girl)
- 2000: Gejagt – Im Visier der Mafia (Nowhere Land)